# Gnophomyia petentis
Gnophomyia petentis är en tvåvingeart som beskrevs av Alexander 1949. Gnophomyia petentis ingår i släktet Gnophomyia och familjen småharkrankar.
Artens utbredningsområde är Peru. Inga underarter finns listade i Catalogue of Life.